# Sainte-Marie (Gers)
Pour les articles homonymes, voir Sainte-Marie.
Sainte-Marie (Senta Maria en gascon) est une commune française située dans l'est du département du Gers en région Occitanie. Sur le plan historique et culturel, la commune est dans le Gimoès, un petit territoire autour de Gimont, traversé en son milieu par la Gimone.
Exposée à un climat océanique altéré, elle est drainée par la Gimone, le ruisseau d'en Siguès et par divers autres petits cours d'eau. La commune possède un patrimoine naturel remarquable composé d'une zone naturelle d'intérêt écologique, faunistique et floristique.
Sainte-Marie est une commune rurale qui compte 391 habitants en 2022, après avoir connu une forte hausse de la population depuis 1975.  Elle fait partie de l'aire d'attraction de Toulouse. Ses habitants sont appelés les Saint-Mariens ou  Saint-Mariennes.

## Géographie

### Localisation
Sainte-Marie est une commune de Gascogne située en Lomagne à une dizaine de kilomètres au nord de Gimont elle fait partie aussi du Corrensaguet.

### Communes limitrophes
Sainte-Marie est limitrophe de six autres communes.
| Saint-Sauvy | Mauvezin     |        |
| Blanquefort | Sainte-Marie | Touget |
| Aubiet      | Escornebœuf  |        |

### Géologie et relief
La superficie de la commune est de 2 245 hectares ; son altitude varie de 135  à   231 mètres.
Sainte-Marie se situe en zone de sismicité 1 (sismicité très faible).

### Hydrographie

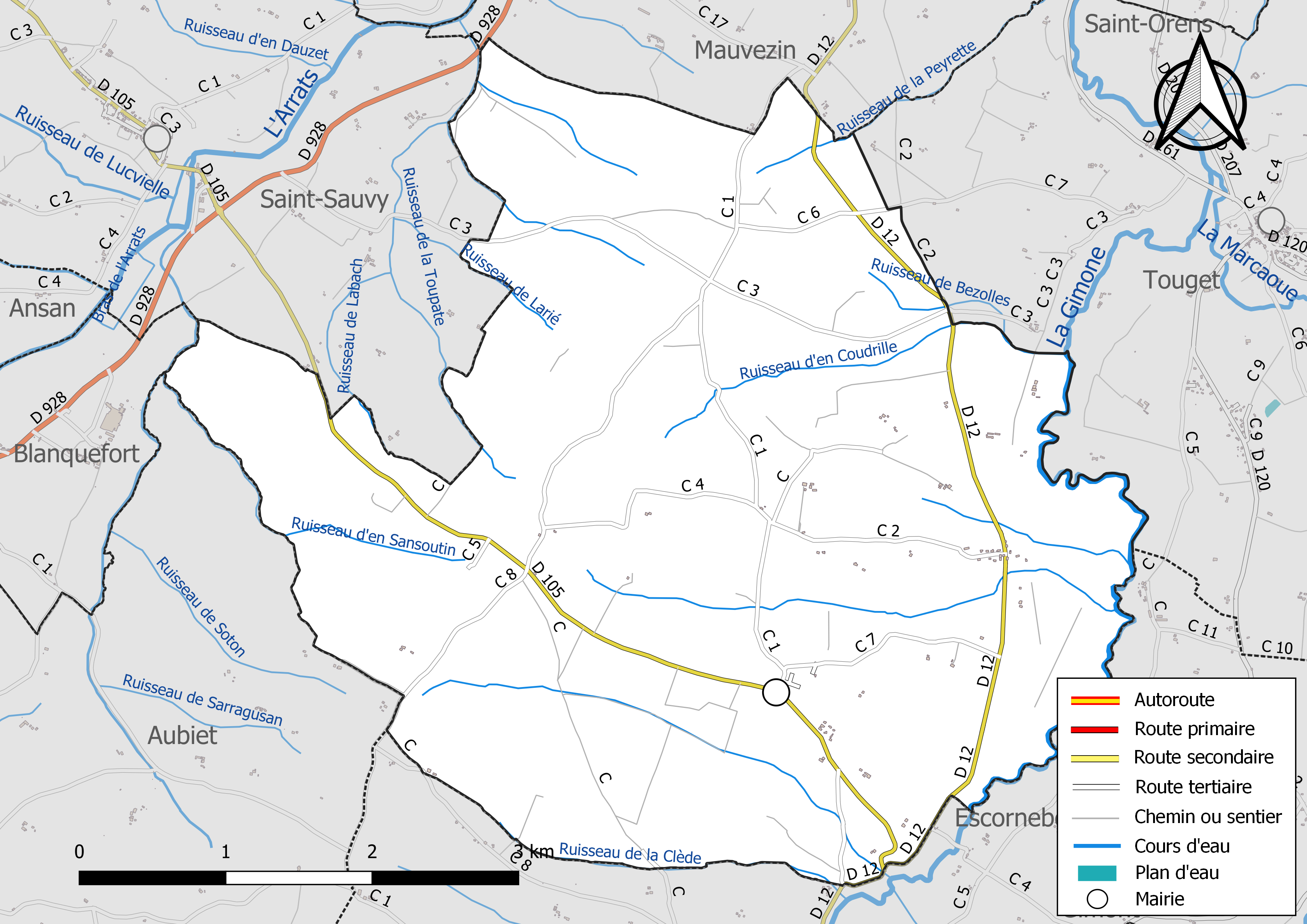
Réseaux hydrographique et routier de Sainte-Marie.

La commune est dans le bassin de la Garonne, au sein du bassin hydrographique Adour-Garonne. Elle est drainée par la Gimone, le ruisseau d'en Siguès, le ruisseau de Bezolles, le ruisseau de Labach, le ruisseau de la Clède, le ruisseau de la Peyrette, le ruisseau de Larié, le ruisseau de la Toupate, le ruisseau d'en Coudrille, le ruisseau d'en Sansoutin et par divers petits cours d'eau, qui constituent un réseau hydrographique de 25 km de longueur totale,.
La Gimone, d'une longueur totale de 135,7 km, prend sa source dans la commune de Saint-Loup-en-Comminges et s'écoule du sud-ouest vers le nord-est. Elle traverse la commune et se jette dans la Garonne à Castelferrus, après avoir traversé 54 communes.

### Climat
Pour des articles plus généraux, voir Climat de l'Occitanie et Climat du Gers.
En 2010, le climat de la commune est de type climat du Bassin du Sud-Ouest, selon une étude s'appuyant sur une série de données couvrant la période 1971-2000. En 2020, Météo-France publie une typologie des climats de la France métropolitaine dans laquelle la commune est exposée à un climat océanique altéré et est dans la région climatique Aquitaine, Gascogne, caractérisée par une pluviométrie abondante au printemps, modérée en automne, un faible ensoleillement au printemps, un été chaud (19,5 °C), des vents faibles, des brouillards fréquents en automne et en hiver et des orages fréquents en été (15 à 20 jours).
Pour la période 1971-2000, la température annuelle moyenne est de 13,3 °C, avec une amplitude thermique annuelle de 15,6 °C. Le cumul annuel moyen de précipitations est de 723 mm, avec 9,6 jours de précipitations en janvier et 5,9 jours en juillet. Pour la période 1991-2020, la température moyenne annuelle observée sur la station météorologique la plus proche, située sur la commune de Lahas à 12 km à vol d'oiseau, est de 13,9 °C et le cumul annuel moyen de précipitations est de 633,5 mm,. Pour l'avenir, les paramètres climatiques de la commune estimés pour 2050 selon différents scénarios d'émission de gaz à effet de serre sont consultables sur un site dédié publié par Météo-France en novembre 2022.

### Milieux naturels et biodiversité

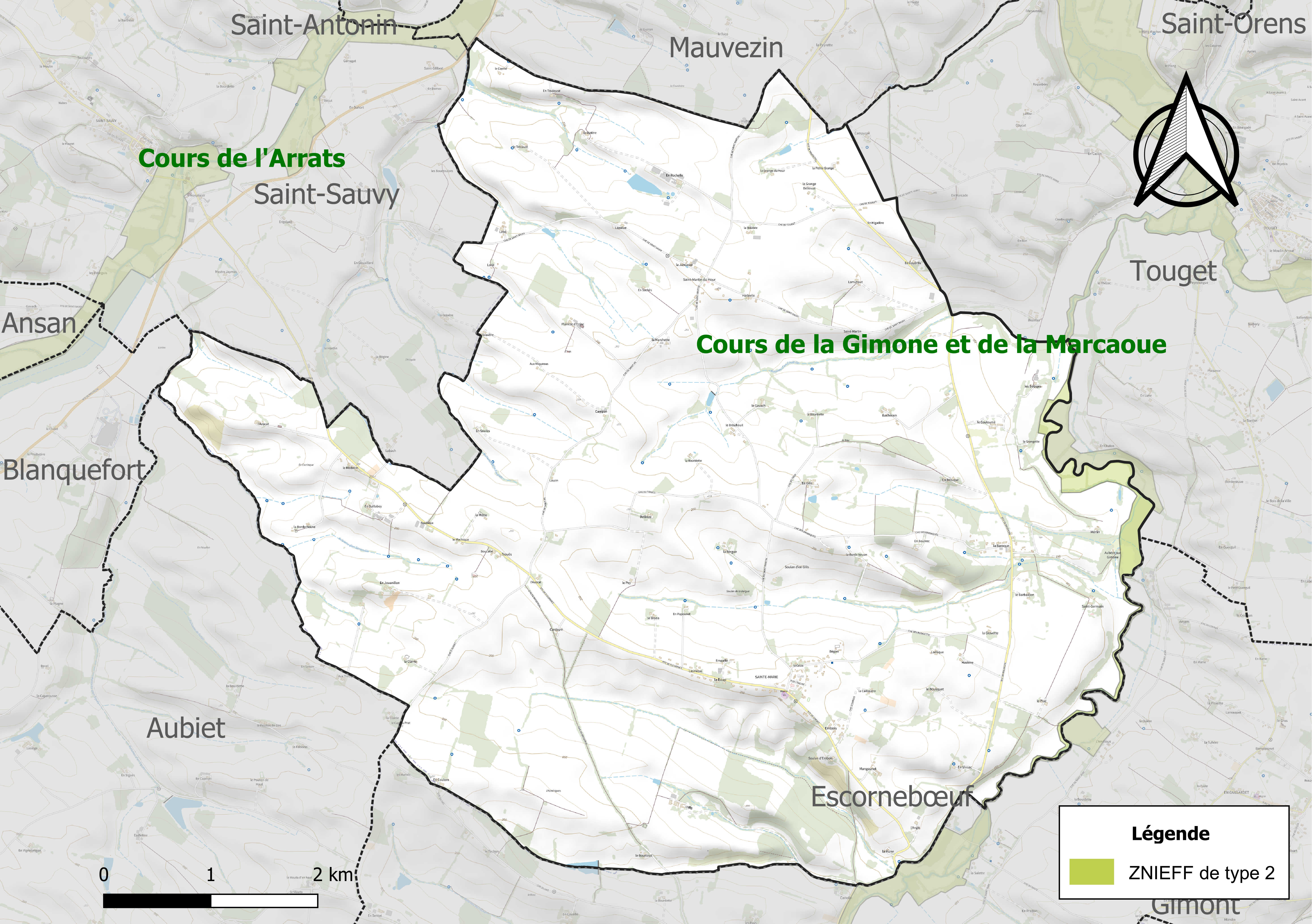
Carte de la ZNIEFF de type 2 localisée sur la commune.

L’inventaire des zones naturelles d'intérêt écologique, faunistique et floristique (ZNIEFF) a pour objectif de réaliser une couverture des zones les plus intéressantes sur le plan écologique, essentiellement dans la perspective d’améliorer la connaissance du patrimoine naturel national et de fournir aux différents décideurs un outil d’aide à la prise en compte de l’environnement dans l’aménagement du territoire.
Une ZNIEFF de type 2 est recensée sur la commune :
le « cours de la Gimone et de la Marcaoue » (3 085 ha), couvrant 60 communes dont cinq dans la Haute-Garonne, 37 dans le Gers, une dans les Hautes-Pyrénées et 17 dans le Tarn-et-Garonne.

## Urbanisme

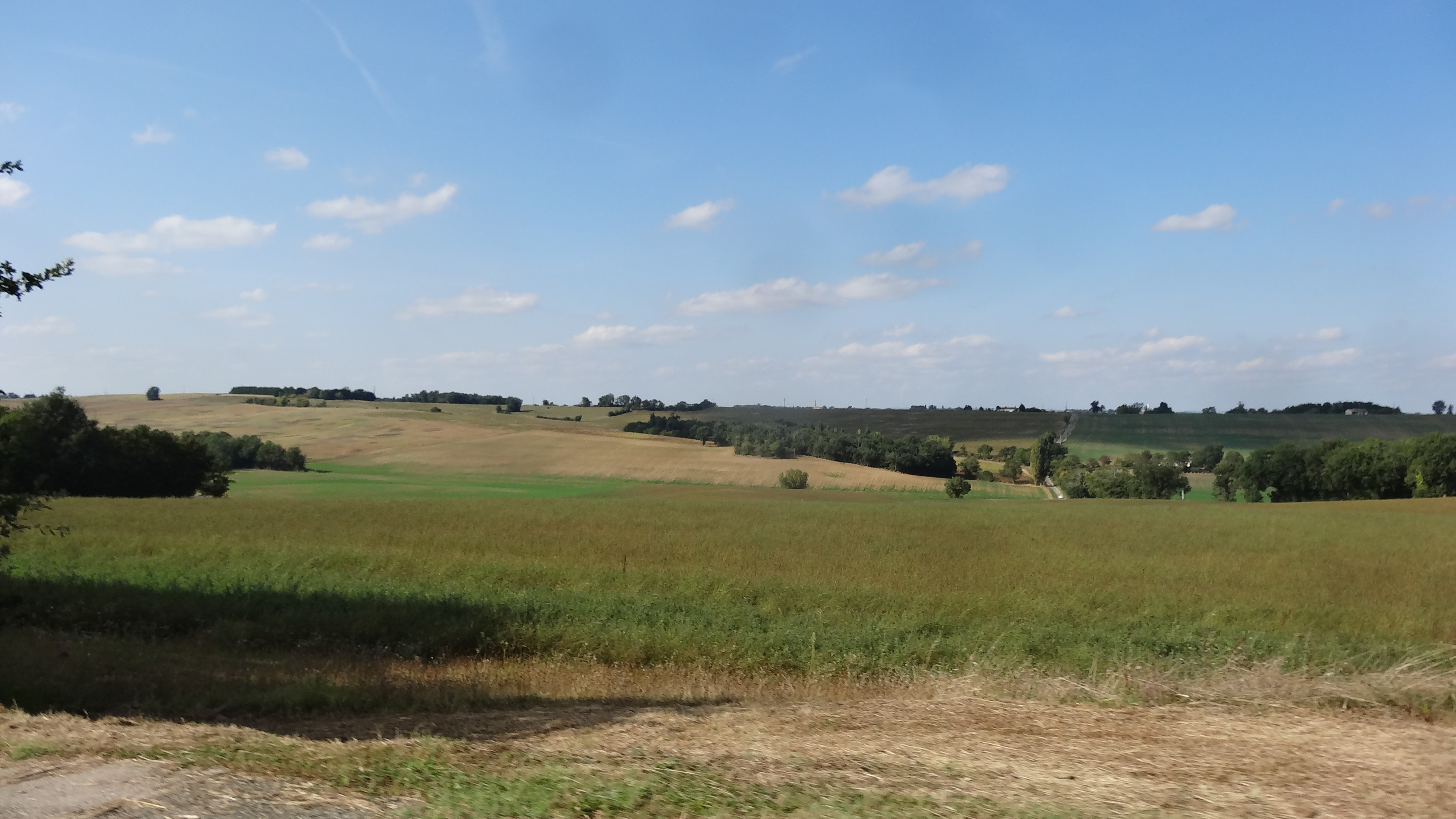
Point de vue depuis le village.

### Typologie
Au 1er janvier 2024, Sainte-Marie est catégorisée commune rurale à habitat très dispersé, selon la nouvelle grille communale de densité à sept niveaux définie par l'Insee en 2022.
Elle est située hors unité urbaine. Par ailleurs la commune fait partie de l'aire d'attraction de Toulouse, dont elle est une commune de la couronne,. Cette aire, qui regroupe 527 communes, est catégorisée dans les aires de 700 000 habitants ou plus (hors Paris),.

### Occupation des sols
L'occupation des sols de la commune, telle qu'elle ressort de la base de données européenne d’occupation biophysique des sols Corine Land Cover (CLC), est marquée par l'importance des territoires agricoles (98,7 % en 2018), une proportion identique à celle de 1990 (98,7 %). La répartition détaillée en 2018 est la suivante : 
terres arables (94,3 %), zones agricoles hétérogènes (4,4 %), forêts (1,3 %). L'évolution de l’occupation des sols de la commune et de ses infrastructures peut être observée sur les différentes représentations cartographiques du territoire : la carte de Cassini (XVIIIe siècle), la carte d'état-major (1820-1866) et les cartes ou photos aériennes de l'IGN pour la période actuelle (1950 à aujourd'hui).

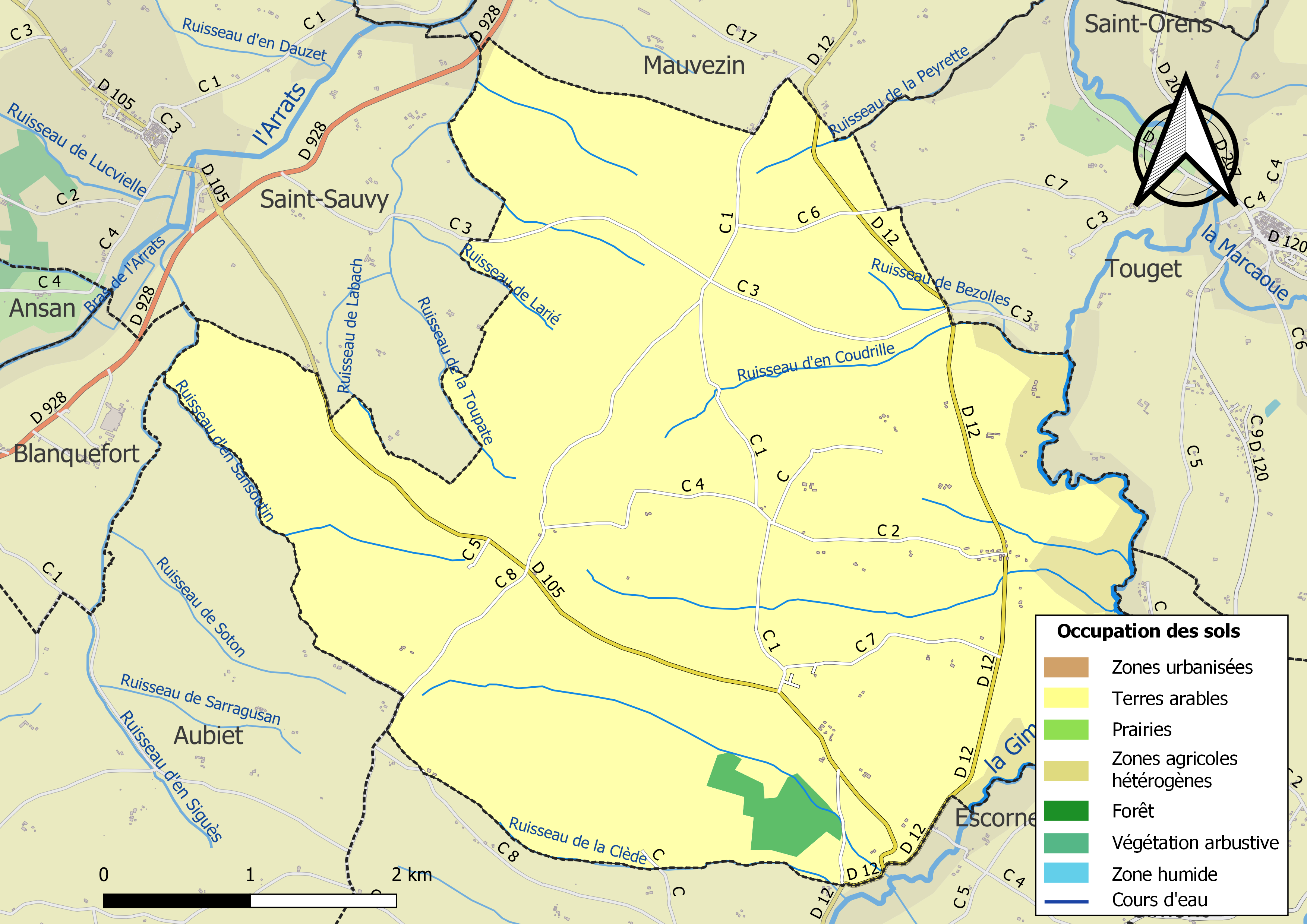
Carte des infrastructures et de l'occupation des sols de la commune en 2018 (CLC).

### Voies de communication et transports

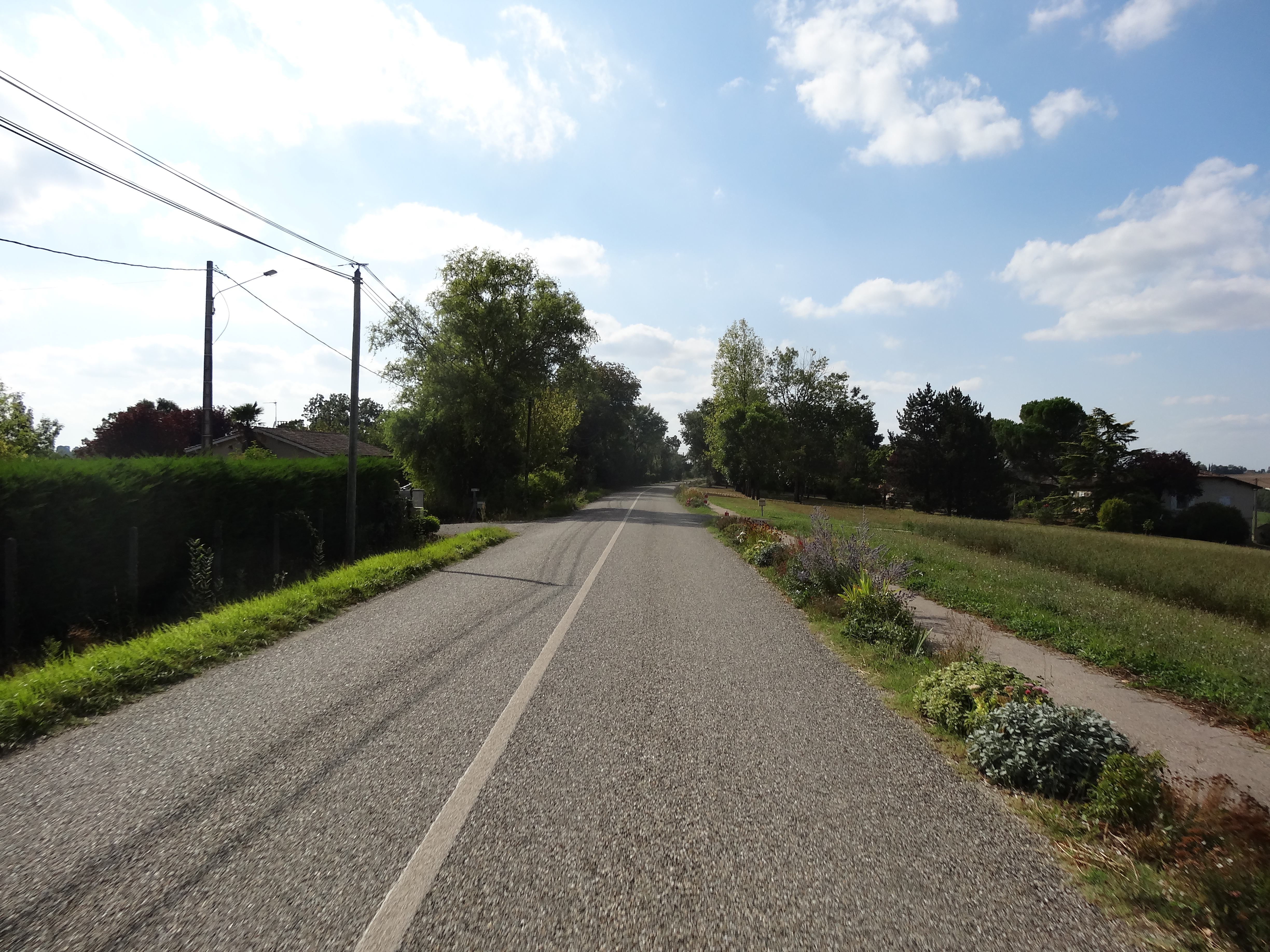
Route de crête.

### Risques majeurs
Le territoire de la commune de Sainte-Marie est vulnérable à différents aléas naturels : météorologiques (tempête, orage, neige, grand froid, canicule ou sécheresse), inondations et séisme (sismicité très faible). Il est également exposé à un risque technologique, la rupture d'un barrage. Un site publié par le BRGM permet d'évaluer simplement et rapidement les risques d'un bien localisé soit par son adresse soit par le numéro de sa parcelle.

#### Risques naturels
Certaines parties du territoire communal sont susceptibles d’être affectées par le risque d’inondation par débordement de cours d'eau, notamment la Gimone. La cartographie des zones inondables en ex-Midi-Pyrénées réalisée dans le cadre du XIe Contrat de plan État-région, visant à informer les citoyens et les décideurs sur le risque d’inondation, est accessible sur le site de la DREAL Occitanie. La commune a été reconnue en état de catastrophe naturelle au titre des dommages causés par les inondations et coulées de boue survenues en 1993, 1995, 1999, 2009, 2016 et 2018,.

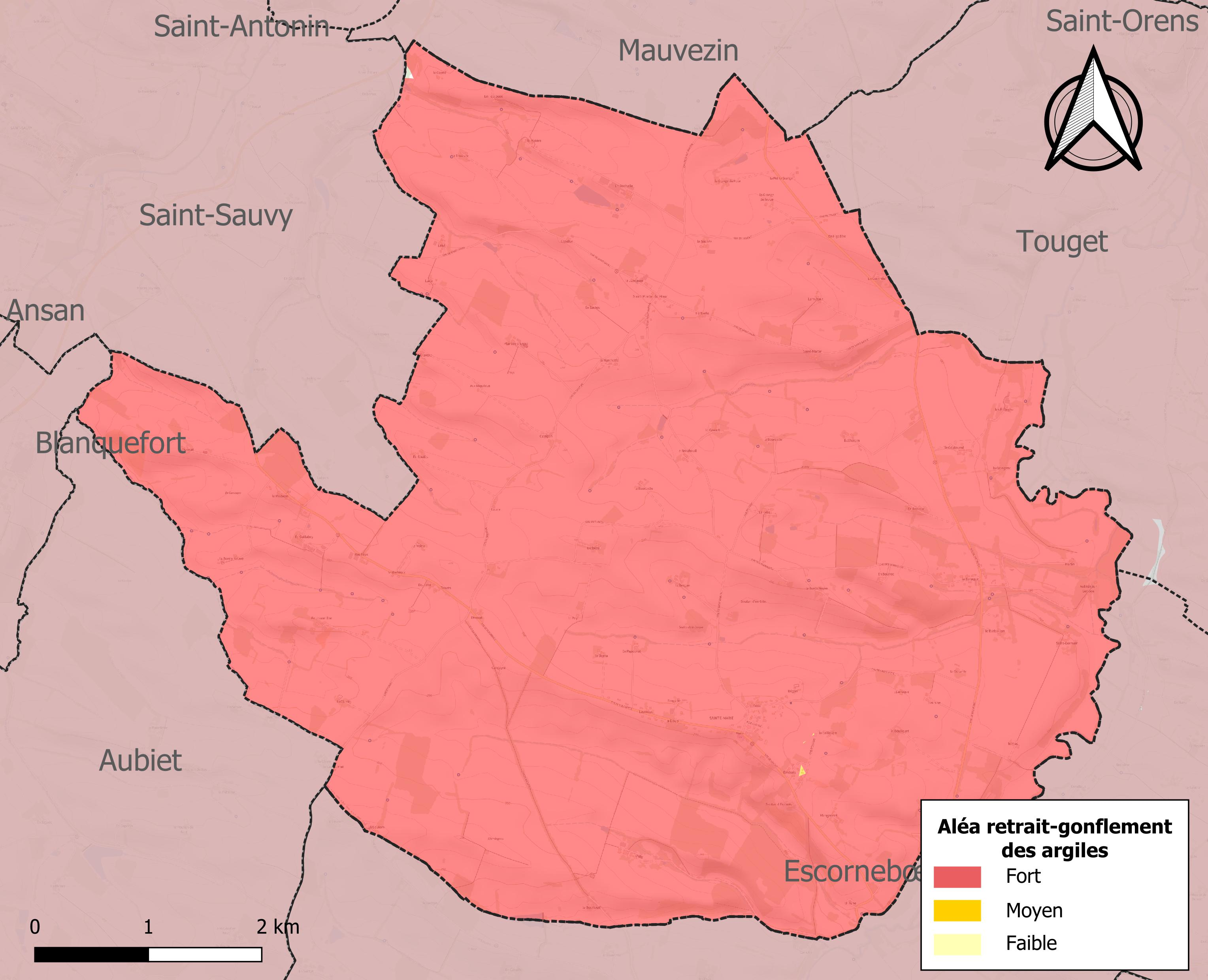
Carte des zones d'aléa retrait-gonflement des sols argileux de Sainte-Marie.

Le retrait-gonflement des sols argileux est susceptible d'engendrer des dommages importants aux bâtiments en cas d’alternance de périodes de sécheresse et de pluie. La totalité de la commune est en aléa moyen ou fort (94,5 % au niveau départemental et 48,5 % au niveau national). Sur les 187 bâtiments dénombrés sur la commune en 2019, 187 sont en aléa moyen ou fort, soit 100 %, à comparer aux 93 % au niveau départemental et 54 % au niveau national. Une cartographie de l'exposition du territoire national au retrait gonflement des sols argileux est disponible sur le site du BRGM,.
Par ailleurs, afin de mieux appréhender le risque d’affaissement de terrain, l'inventaire national des cavités souterraines permet de localiser celles situées sur la commune.
Concernant les mouvements de terrains, la commune a été reconnue en état de catastrophe naturelle au titre des dommages causés par la sécheresse en 1989, 1992, 1998, 2003, 2011 et 2017 et par des mouvements de terrain en 1999.

#### Risques technologiques
La commune est en outre située en aval du barrage de la Gimone, un ouvrage de classe A disposant d'une retenue de 25 millions de mètres cubes. La fiche réflexe du PPI définit le temps d'arrivée de l'onde et la zone d'accueil selon la position des habitants concernés par rapport à la Gimone (rive droite ou gauche),,. À ce titre elle est susceptible d’être touchée par l’onde de submersion consécutive à la rupture de cet ouvrage,

## Politique et administration

### Administration municipale
Le nombre d'habitants au recensement de 2011 étant compris entre 100 et 499, le nombre de membres du conseil municipal pour l'élection de 2014 est de onze,.

### Rattachements administratifs et électoraux
Commune faisant partie de la communauté de communes des Coteaux Arrats Gimone et du canton de Gimone-Arrats (avant le redécoupage départemental de 2014, Sainte-Marie faisait partie de l'ex-canton de Gimont).

### Liste des maires
| Période                                  | Période                | Identité                           | Étiquette | Qualité                                                                                             |
| ---------------------------------------- | ---------------------- | ---------------------------------- | --------- | --------------------------------------------------------------------------------------------------- |
| Les données manquantes sont à compléter. |                        |                                    |           | |
| mars 1989                                | mars 2008              | Bernard Herman (1935-2021)         |           | Agriculteur retraité, syndicaliste Président de la CC de l'Arrats-Gimone (? → 2008) Maire honoraire |
| mars 2008                                | septembre 2018 (décès) | Pierre Truillé-Baurens (1939-2018) | SE        | Retraité de La Poste                                                                                |
| décembre 2018                            | En cours               | Guy de Galard                      |           | Agriculteur                                                                                         |

## Population et société

### Démographie
L'évolution du nombre d'habitants est connue à travers les recensements de la population effectués dans la commune depuis 1793. Pour les communes de moins de 10 000 habitants, une enquête de recensement portant sur toute la population est réalisée tous les cinq ans, les populations de référence des années intermédiaires étant quant à elles estimées par interpolation ou extrapolation. Pour la commune, le premier recensement exhaustif entrant dans le cadre du nouveau dispositif a été réalisé en 2006.

En 2022, la commune comptait 391 habitants, en évolution de −7,78 % par rapport à 2016 (Gers : +1,04 %, France hors Mayotte : +2,11 %).
| 1793 | 1800 | 1806 | 1821 | 1831 | 1841 | 1846 | 1851 | 1856 |
| ---- | ---- | ---- | ---- | ---- | ---- | ---- | ---- | ---- |
| 504  | 652  | 756  | 755  | 800  | 760  | 757  | 743  | 711  |

| 1861 | 1866 | 1872 | 1876 | 1881 | 1886 | 1891 | 1896 | 1901 |
| ---- | ---- | ---- | ---- | ---- | ---- | ---- | ---- | ---- |
| 751  | 739  | 702  | 679  | 723  | 668  | 586  | 603  | 581  |

| 1906 | 1911 | 1921 | 1926 | 1931 | 1936 | 1946 | 1954 | 1962 |
| ---- | ---- | ---- | ---- | ---- | ---- | ---- | ---- | ---- |
| 545  | 543  | 482  | 505  | 472  | 488  | 445  | 392  | 368  |

| 1968 | 1975 | 1982 | 1990 | 1999 | 2006 | 2011 | 2016 | 2021 |
| ---- | ---- | ---- | ---- | ---- | ---- | ---- | ---- | ---- |
| 309  | 246  | 232  | 208  | 249  | 313  | 406  | 424  | 407  |

| 2022 | - | - | - | - | - | - | - | - |
| ---- | - | - | - | - | - | - | - | - |
| 391  | - | - | - | - | - | - | - | - |

| selon la population municipale des années : | 1968 | 1975 | 1982 | 1990 | 1999 | 2006 | 2009 | 2013 |
| Rang de la commune dans le département      | 78   | 121  | 99   | 156  | 133  | 107  | 90   | 83   |
| Nombre de communes du département           | 466  | 462  | 462  | 462  | 463  | 463  | 463  | 463  |

### Enseignement
Sainte-Marie fait partie de l'académie de Toulouse.

### Activités sportives
Chasse, pétanque,

## Économie

### Revenus
En 2018  (données Insee publiées en septembre 2021), la commune compte 159 ménages fiscaux, regroupant 419 personnes. La médiane du revenu disponible par unité de consommation est de 22 900 € (20 820 € dans le département).

### Emploi
|                | 2008  | 2013  | 2018  |
| -------------- | ----- | ----- | ----- |
| Commune        | 2,5 % | 6 %   | 6 %   |
| Département    | 6,1 % | 7,5 % | 8,2 % |
| France entière | 8,3 % | 10 %  | 10 %  |

En 2018, la population âgée de 15 à 64 ans s'élève à 257 personnes, parmi lesquelles on compte 83,2 % d'actifs (77,2 % ayant un emploi et 6 % de chômeurs) et 16,8 % d'inactifs,. Depuis 2008, le taux de chômage communal (au sens du recensement) des 15-64 ans est inférieur à celui de la France et du département.
La commune fait partie de la couronne de l'aire d'attraction de Toulouse, du fait qu'au moins 15 % des actifs travaillent dans le pôle,. Elle compte 46 emplois en 2018, contre 49 en 2013 et 68 en 2008. Le nombre d'actifs ayant un emploi résidant dans la commune est de 202, soit un indicateur de concentration d'emploi de 22,8 % et un taux d'activité parmi les 15 ans ou plus de 66,6 %.
Sur ces 202 actifs de 15 ans ou plus ayant un emploi, 38 travaillent dans la commune, soit 19 % des habitants. Pour se rendre au travail, 86,7 % des habitants utilisent un véhicule personnel ou de fonction à quatre roues, 2,6 % les transports en commun, 3,6 % s'y rendent en deux-roues, à vélo ou à pied et 7,1 % n'ont pas besoin de transport (travail au domicile).

### Activités hors agriculture
30 établissements sont implantés  à Sainte-Marie au 31 décembre 2019.
Le secteur de l'industrie manufacturière, des industries extractives et autres est prépondérant sur la commune puisqu'il représente 20 % du nombre total d'établissements de la commune (6 sur les 30 entreprises implantées  à Sainte-Marie), contre 12,3 % au niveau départemental.

### Agriculture
La commune est dans les « Coteaux du Gers », une petite région agricole occupant l'est du département du Gers. En 2020, l'orientation technico-économique de l'agriculture  sur la commune est la culture de céréales et/ou d'oléoprotéagineuses.
|               | 1988  | 2000  | 2010  | 2020  |
| ------------- | ----- | ----- | ----- | ----- |
| Exploitations | 45    | 31    | 22    | 23    |
| SAU (ha)      | 1 998 | 1 946 | 1 726 | 1 815 |

Le nombre d'exploitations agricoles en activité et ayant leur siège dans la commune est passé de 45 lors du recensement agricole de 1988  à 31 en 2000 puis à 22 en 2010 et enfin à 23 en 2020, soit une baisse de 49 % en 32 ans. Le même mouvement est observé à l'échelle du département qui a perdu pendant cette période 51 % de ses exploitations,. La surface agricole utilisée sur la commune a également diminué, passant de 1 998 ha en 1988 à 1 815 ha en 2020. Parallèlement la surface agricole utilisée moyenne par exploitation a augmenté, passant de 44 à 79 ha.

## Culture locale et patrimoine

### Lieux et monuments
- La fontaine des Picharottes ou des Picharots témoigne d'une source à flanc de roche. Près de l'ancien chemin de fer aujourd'hui démantelé de Gimont-Beaumont de Lomagne, ce lieu en fait un endroit paradisiaque est parfait pour un pique-nique convivial. Lieu-dit la Grangette.

Sainte-Marie compte cinq églises : l'église paroissiale de la Nativité-de-Notre-Dame au cœur du village, celles de Saint-Martin-du-Hour, de Saint-Germain, de Notre-Dame-des-Neiges de Travès et de Saint-Pé du Bosc.
- Église de la Nativité-de-Notre-Dame de Sainte-Marie.
- Église de Saint-Martin-du-Hour.
- Église de Saint-Germain.
- Église Notre-Dame-des-Neiges de Travès.
- Église Saint-Pé du Bosc.

## Pour approfondir